# HBW Balingen-Weilstetten
Pour les articles homonymes, voir HBW.
Maillots
Actualités
Dernière mise à jour : 28 mars 2019.
Le  Handball Balingen-Weilstetten est un club allemand de handball, basé à Balingen, non loin de Tübingen, dans le Bade-Wurtemberg.
Le club a évolué en 1.Bundesliga entre 2006 et 2017 et retrouve cette division pour la saison 2019-2020.

## Histoire
Le club résulte de la fusion en 2002 des sections handball du TSG Balingen et TV Weilstetten. Cette fusion est rapidement bénéfique puisque le HBW Balingen-Weilstetten termine premier du championnat régional (Regionalliga) et est promu en 2. Bundesliga.
Pour sa première saison dans l'antre de l'élite allemande, le club parvient à terminer douzième de la série sud du Championnat sur les 18 participants. Une performance améliorée les saisons suivantes puisque le HBW Balingen-Weilstetten termine septième du championnat en 2005 puis premier de sa poule en 2006, synonyme d'accession en 1. Bundesliga, le meilleur championnat d'Europe.
Ainsi pour faire face aux grands clubs de l'élite du handball allemand tels que le THW Kiel, SG Flensburg-Handewitt ou encore le HSV Hambourg, le club recrute l'arrière allemand Stefan Kneer ou encore le gardien de but serbe, Milan Kosanović.
Le pari est plutôt réussi puisque le club parvient à se maintenir grâce à sa treizième place sur les 18 participants. Les saisons suivantes, les résultats du club restèrent plutôt constants puisqu'il évite chaque saison la relégation en se classant entre les treizième et quinzième place (premier non relégable).
Lors de la saison 2013/2014, le HBW Balingen-Weilstetten termine seizième du championnat avec 19 points et est mathématiquement relégué mais est repêché du fait des importants problèmes économiques du HSV Hambourg qui est relégué en 3.Liga. Si Hambourg est finalement autorisé à évoluer en 1re Division, le repêchage du HBW Balingen-Weilstetten n'est pas remis en cause, si bien que la Bundesliga 2014-2015 s'est jouée à 19 clubs.
Lors de la saison 2014/2015, le club réalise son meilleur parcours en Championnat avec une onzième place mais est relégué au terme de la saison 2016/2017 du fait de sa dix-septième place. De retour en 2. Bundesliga, le club termine cinquième en 2018 puis champion en 2019, synonyme de retour dans l'élite.

## Parcours depuis 2002
| Saison    | Niveau | Place | Coupe d'Allemagne  |
| --------- | ------ | ----- | ------------------ |
| 2002-2003 | 3      | 1er   | Deuxième tour      |
| 2003-2004 | 2      | 12e   | Troisième tour     |
| 2004-2005 | 2      | 7e    | Premier tour       |
| 2005-2006 | 2      | 1er   | Troisième tour     |
| 2006-2007 | 1      | 13e   | Troisième tour     |
| 2007-2008 | 1      | 13e   | Deuxième tour      |
| 2008-2009 | 1      | 15e   | Deuxième tour      |
| 2009-2010 | 1      | 15e   | Huitième de finale |
| 2010-2011 | 1      | 15e   | Troisième tour     |
| 2011-2012 | 1      | 14e   | Troisième tour     |
| 2012-2013 | 1      | 13e   | Huitième de finale |
| 2013-2014 | 1      | 16e   | Huitième de finale |
| 2014-2015 | 1      | 11e   | Huitième de finale |
| 2015-2016 | 1      | 14e   | Huitième de finale |
| 2016-2017 | 1      | 17e   | Quart de finale    |
| 2017-2018 | 2      | 5e    | Premier tour       |
| 2018-2019 | 2      | 1er   | Deuxième tour      |
| 2019-2020 | 1      | ?e    | ?                  |

## Palmarès
- Vainqueur de la 2. Bundesliga ('2) : 2006, 2019.

## Joueurs célèbres
- Matej Ašanin : de 2014 à 2016
- Fabian Böhm : de 2013 à 2016
- Johan Boisedu : de 2010 à 2011
- Cho Chi-hyo : de 2007 à 2009
- Davor Dominiković : de 2015 à 2017
- Kai Häfner : de 2011 à 2014
- Pascal Hens : de 2016 à 2017
- Rock Feliho : de 2007 à 2010
- Stefan Kneer : de 2006 à 2008
- Marouène Maggaiez : de 2017 à 2018
- Olivier Nyokas : de 2014 à 2016
- Yann Polydore : de 2014 à 2015
- Martin Strobel : de 2005 à 2008 et depuis 2013
- Christoph Theuerkauf : de 2012 à 2016

## Sponsor
- Imnauer Fürstenquellen GmbH

## Infrastructure
- Le club évolue au Sparkassen-Arena, ayant une capacité de 2320 places mais il évolue parfois à la Porsche-Arena de Stuttgart lors d'importantes rencontres qui peut quant à elle accueillir 6100 personnes.